# Elezioni europee del 2019 in Bulgaria
Le elezioni europee del 2019 in Bulgaria si sono tenute domenica 26 maggio per eleggere i 17 membri del Parlamento europeo spettanti alla Bulgaria.

## Risultati
| Liste           | Liste                                                                               | Gruppo          | Voti      | %     | Seggi |
| --------------- | ----------------------------------------------------------------------------------- | --------------- | --------- | ----- | ----- |
|                 | Cittadini per lo Sviluppo Europeo della Bulgaria (GERB)                             | PPE             | 607.194   | 30,13 | 6     |
|                 | Partito Socialista Bulgaro (BSP)                                                    | S&D             | 474.160   | 23,53 | 5     |
|                 | Movimento per i Diritti e le Libertà (DPS)                                          | RE              | 323.510   | 16,05 | 3     |
|                 | Movimento Nazionale Bulgaro (VMRO)                                                  | ECR             | 143.830   | 7,14  | 2     |
|                 | Bulgaria Democratica • Democratici per una Bulgaria Forte • I Verdi • Sì, Bulgaria! | - PPE -         | 118.484   | 5,88  | 1 -   |
|                 | Volja                                                                               | -               | 70.830    | 3,51  | -     |
|                 | Desislava Ivancheva (Indipendente)                                                  | -               | 30.310    | 1,50  | -     |
|                 | Mincho Kuminev (Indipendente)                                                       | -               | 22.992    | 1,14  | -     |
|                 | Fronte Nazionale per la Salvezza della Bulgaria (NFSB) - Classe Media Europea       | -               | 22.421    | 1,11  | -     |
|                 | Movimento Nazionale per la Stabilità e il Progresso (NDSV) - Tempi Nuovi            | -               | 21.315    | 1,06  | -     |
|                 | Unione Nazionale Attacco (PPA)                                                      | -               | 20.906    | 1,04  | -     |
|                 | Rinascita                                                                           | -               | 20.319    | 1,01  | -     |
|                 | Coalizione per la Bulgaria (ABC)                                                    | -               | 16.759    | 0,83  | -     |
|                 | Altri <0,50%                                                                        | -               | 61.261    | 3,04  | -     |
| Totale          | Totale                                                                              | Totale          | 1.954.291 |       |       |
| Nessun sostegno | Nessun sostegno                                                                     | Nessun sostegno | 61.029    | 3,03  | -     |
| Totale          | Totale                                                                              | Totale          | 2.015.320 | 100   | 17    |